# العلاقات التوفالية الميكرونيسية
العلاقات التوفالية الميكرونيسية هي العلاقات الثنائية التي تجمع بين توفالو وولايات ميكرونيسيا المتحدة.

## مقارنة بين البلدين
هذه مقارنة عامة ومرجعية للدولتين:
| وجه المقارنة                                              | توفالو                         | ولايات ميكرونيسيا المتحدة |
| --------------------------------------------------------- | ------------------------------ | ------------------------- |
| المساحة (كم2)                                             | 26                             | 702                       |
| عدد السكان (نسمة)                                         | 11.19 ألف                      | 105.54 ألف                |
| الكثافة السكانية (ن./كم²)                                 | 43.04 ألف                      | 15.03 ألف                 |
| العاصمة                                                   | فونافوتي                       | باليكير                   |
| اللغة الرسمية                                             | اللغة التوفالوية، لغة إنجليزية | لغة إنجليزية              |
| العملة                                                    | دولار توفالو                   | دولار أمريكي              |
| الناتج المحلي الإجمالي (بليون دولار)                      | 39.73 مليون                    | 336.43 مليون              |
| الناتج المحلي الإجمالي (تعادل القوة الشرائية) بليون دولار | 38.93 مليون                    | 365.27 مليون              |
| الناتج المحلي الإجمالي الاسمي للفرد دولار أمريكي          | 3.29 ألف                       | 3.02 ألف                  |
| الناتج المحلي الإجمالي للفرد دولار أمريكي                 | 3.77 ألف                       |                           |
| مؤشر التنمية البشرية                                      |                                | 0.640                     |
| رمز المكالمات الدولي                                      | +688                           | +691                      |
| رمز الإنترنت                                              | .tv                            | .fm                       |
| المنطقة الزمنية                                           | ت ع م+12:00                    |                           |

## منظمات دولية مشتركة
يشترك البلدان في عضوية مجموعة من المنظمات الدولية، منها:
| علم المنظمة | اسم المنظمة                                 | تاريخ انضمام توفالو | تاريخ انضمام ولايات ميكرونيسيا المتحدة |
| ----------- | ------------------------------------------- | ------------------- | -------------------------------------- |
|             | بنك التنمية الآسيوي                         | 1993                | 1990                                   |
|             | مؤسسة التنمية الدولية                       | 24 يونيو 2010       | 24 يونيو 1993                          |
|             | يونسكو                                      | 21 أكتوبر 1991      | 19 أكتوبر 1999                         |
|             | الأمم المتحدة                               | 5 سبتمبر 2000       | 17 سبتمبر 1991                         |
|             | مجموعة دول أفريقيا والكاريبي والمحيط الهادئ | ?                   | ?                                      |
|             | البنك الدولي للإنشاء والتعمير               | 24 يونيو 2010       | 24 يونيو 1993                          |
|             | الاتحاد الدولي للاتصالات                    | 15 أغسطس 1996       | 18 مارس 1993                           |
|             | منظمة حظر الأسلحة الكيميائية                | ?                   | ?                                      |
|             | تحالف الدول الجزرية الصغيرة                 | ?                   | ?                                      |